# Харисов, Радик Ленартович
Ра́дик Лена́ртович Ха́рисов (род. 29 июня 1964, Серафимовский, Башкирская АССР) — глава Администрации города Астрахань с 16 ноября 2018 года по 25 февраля 2020 года. Генеральный директор Газпром межрегионгаз Астрахань 26 февраля 2020 года по настоящее время.

## Биография
В 1986 году окончил Уфимский нефтяной институт по специальности «Технология и комплексная механизация разработки нефтяных и газовых месторождений», горный инженер. В 1992 году в том же институте получил специальность «Экономика и управление в отрасли топливно-энергетического комплекса».
Является кандидатом экономических наук .

## Карьера
Трудовую деятельность начал в Газопромысловом управлении ПО «Астраханьгазпром». С июня 1997 года работал заместителем генерального директора по экономике ООО «Астраханьгазпром». Избирался депутатом Красноярского районного Представительного Собрания Астраханской области. В октябре 2006 года избран депутатом Государственной Думы Астраханской области четвертого созыва. Член комитета Государственной Думы Астраханской области: по бюджетно-финансовой, экономической, налоговой политике и собственности;  по промышленной политике, предпринимательству и торговле; председатель комитета Государственной Думы Астраханской области по промышленной политике, предпринимательству и торговле . Был назначен главой Администрации города Астрахань с 16 ноября 2018 года по 25 февраля 2020 года . 26 февраля 2020 года стал директором ООО "Газпром межрегионгаз Астрахань" .

## Награды
В 2002 и 2006 годах награждён Почётной грамотой губернатора Астраханской области. В 2014 — медалью ордена «За заслуги перед Астраханской областью». В 2018 — знаком отличия «Честь и Слава» III степени. 2 марта 2020 года был награждён почётной грамотой губернатора Астраханской области

## Личная жизнь
Женат, супруга Екатерина Харисова